# Prestonia (informatica)
Prestonia era il nome in codice del successore del core Foster alla base della CPU Intel Xeon DP per sistemi biprocessore, presentato agli inizi del 2002.
Con il predecessore Foster Intel aveva creato il marchio Xeon (le generazioni precedenti abbinavano ancora al nome Xeon il nome del processore desktop dal quale derivavano) e aveva utilizzato lo stesso core sia per le varianti destinate ai sistemi biprocessore, sia a quelle destinate ai server multiprocessore. Con Prestonia, e la sua controparte Gallatin per i sistemi a più vie, Intel cominciò a proporre progetti differenti per le 2 fasce di mercato.

## Caratteristiche tecniche

### Processo produttivo
Come il predecessore, anche Prestonia era basato sull'architettura NetBurst del Pentium 4, ma mentre Foster derivava dal progetto Willamette, Prestonia derivava dal suo successore, Northwood. In questo caso quindi, venne utilizzato il processo produttivo a 130 nm con interconnessioni in rame invece che in alluminio che permise, tra le altre cose, di diminuire il voltaggio di alimentazione, e raddoppiare la cache L2 portandola a 512 KB.

#### Varie migliorie successive
Le frequenze di lancio, il 9 gennaio 2002 furono di 1,8 GHz, 2 GHz e 2,2 GHz tutte con il bus a 400 MHz quad pumped utilizzato anche in Foster. Inizialmente il socket utilizzato era il classico 603 ma successivamente, il 18 novembre 2002, Intel applicò diverse modifiche al core Prestonia introducendo un nuovo BUS a 533 MHz e un nuovo socket, il Socket 604 con package PPGA.
Prestonia fu un core molto longevo, infatti se il primo modello girava a "soli" 1,8 GHz, l'ultimo, prima dell'arrivo del successore Nocona arrivava fino a 3,2 GHz. La cache L2 rimase sempre invariata ma dal modello a 3,06 GHz con BUS a 533 MHz venne aggiunta una cache L3 da 1 MB, mentre il modello di punta da 3,2 GHz venne prodotto in 2 versioni, con 1 MB e con 2 MB di cache L3. Tutte queste modifiche, comportarono anche un cambiamento di voltaggio passato dagli iniziali 1,475 V a 1,525 del modello top di gamma, e di conseguenza anche il consumo massimo era cambiato molto passando da 55 W a ben 92 W. La temperatura, invece rimase pressoché invariata intorno ai 70° circa.

### Tecnologie implementate
Derivando dal Pentium 4, anche Prestonia implementava una serie di tecnologie già presenti nel mondo desktop, offrendo quindi pieno supporto alle istruzioni MMX, SSE e SSE2. La vera novità a livello di tecnologie integrate era l'introduzione della tecnologia Hyper-Threading, destinata ad avere molto successo nei successivi processori Intel.

#### Principi dell'Hyper-Threading
Il principio base della tecnologia Hyper-Threading è quello di aumentare il parallelismo della CPU in modo che il sistema operativo "veda" ogni singola CPU presente nel sistema come se fosse costituita da 2 processori distinti. Per ottenere questo scopo, all'interno del processore vengono replicate alcune aree che in particolari condizioni possono funzionare contemporaneamente eseguendo quindi un numero maggiore di operazioni per ogni ciclo di clock. Inizialmente Intel sosteneva che grazie a queste migliorie i nuovi Xeon Prestonia avrebbero dovuto essere fino all'80% più veloci rispetto ai modelli precedenti, ma il tempo diede ragioni a quegli analisti che, fin dall'inizio, si erano mostrati scettici evidenziando che l'incremento era di circa il 20% e solo con codice ottimizzato. In alcuni test era stato messo a confronto una CPU Prestonia a 2,4 GHz con un Athlon MP 2100+ e proprio la tecnologia Hyper-Threading aveva permesso di segnare un netto vantaggio da parte del nuovo Xeon.

## Chipset supportati
Il primo chipset compatibile con Prestonia fu l'i860 già presente sul mercato da tempo in quanto abbinato al precedente core Foster, ma poi le varie novità introdotte furono rese possibili anche dal nuovo chipset iE7500 (conosciuto anche come Plumas) che accompagnò Prestonia nella sua "seconda giovinezza" supportando anche PCI-X a 133 MHz, ovvero un particolare tipo di BUS di interconnessione dotato di una banda passante doppia rispetto al PCI 2.2 che funzionava a 66 MHz.

## Prezzi dei vari modelli
Nel momento in cui Intel presentò l'ultimo modello di processore Xeon Prestonia, tutti i prezzi videro una revisione. Di seguito vengono riportati i prezzi delle varie versioni al momento del lancio del modello a 3,2 GHz con 1 solo MB di cache L3:
- 3.2 GHz 1 MB (BUS 533 MHz) - 851 $
- 3.06 GHz 1 MB (BUS 533 MHz) - 690 $
- 3.06 GHz (BUS 533 MHz) - 455 $
- 3.0 GHz (BUS 400 MHz) - 433 $
- 2.8 GHz (BUS 533 MHz) - 316 $
- 2.8 GHz (BUS 400 MHz) - 294 $
- 2.66 GHz (BUS 533 MHz) - 256 $
- 2.6 GHz (BUS 400 MHz) - 234 $
- 2.4 GHz (BUS 533 MHz) - 209 $
- 2.4 GHz (BUS 400 MHz) - 198 $
- 2.2 GHz (BUS 400 MHz) - 198 $
- 2.0 GHz (BUS 400 MHz) - 188 $
- 1.8 GHz (BUS 400 MHz) - 156 $

## Modelli arrivati sul mercato
La tabella seguente mostra i modelli di Xeon, basati sul core Prestonia, arrivati sul mercato. Molti di questi condividono caratteristiche comuni pur essendo basati su diversi core; per questo motivo, allo scopo di rendere maggiormente evidente tali affinità e "alleggerire" la visualizzazione alcune colonne mostrano un valore comune a più righe. Di seguito anche una legenda dei termini (alcuni abbreviati) usati per l'intestazione delle colonne:
- Nome Commerciale: si intende il nome con cui è stato immesso in commercio quel particolare esemplare.
- Data: si intende la data di immissione sul mercato di quel particolare esemplare.
- Socket: lo zoccolo della scheda madre in cui viene inserito il processore. In questo caso il numero rappresenta oltre al nome anche il numero dei pin di contatto.
- N°Core: si intende il numero di core montati sul package: 1 se "single core" o 2 se "dual core".
- Clock: la frequenza di funzionamento del processore.
- Molt.: sta per "Moltiplicatore" ovvero il fattore di moltiplicazione per il quale bisogna moltiplicare la frequenza di bus per ottenere la frequenza del processore.
- Pr.Prod.: sta per "Processo produttivo" e indica tipicamente la dimensione dei gate dei transistors (180 nm, 130 nm, 90 nm) e il numero di transistor integrati nel processore espresso in milioni.
- Voltag.: sta per "Voltaggio" e indica la tensione di alimentazione del processore.
- Watt: si intende il consumo massimo di quel particolare esemplare.
- Bus: frequenza del bus di sistema.
- Cache: dimensione delle cache di 1º e 2º livello.
- XD: sta per "XD-bit" e indica l'implementazione della tecnologia di sicurezza che evita l'esecuzione di codice malevolo sul computer.
- 64: sta per "EM64T" e indica l'implementazione della tecnologia a 64 bit di Intel.
- HT: sta per "Hyper-Threading" e indica l'implementazione della esclusiva tecnologia Intel che consente al sistema operativo di vedere 2 core logici.
- ST: sta per "SpeedStep Technology" ovvero la tecnologia di risparmio energetico sviluppata da Intel e inserita negli ultimi Pentium 4 Prescott serie 6xx per contenere il consumo massimo.
- VT: sta per "Vanderpool Technology", la tecnologia di virtualizzazione che rende possibile l'esecuzione simultanea di più sistemi operativi differenti contemporaneamente.

| Nome Commerciale   | Data        | Socket | N°Core | Clock    | Molt. | Pr.Prod.        | Voltag. | Watt | Bus     | Cache                  | XD | 64 | HT | ST | VT |
| ------------------ | ----------- | ------ | ------ | -------- | ----- | --------------- | ------- | ---- | ------- | ---------------------- | -- | -- | -- | -- | -- |
| Xeon DP 1,8 GHz    | 9/gen/2002  | 603    | 1      | 1,8 GHz  | 18x   | 130 nm 55 mil.  | 1,47 V  | 55 W | 400 MHz | L1=8KB L2=512KB L3=0MB | No | No | Sì | No | No |
| Xeon DP 2,0 GHz    | 9/gen/2002  | 603    | 1      | 2,0 GHz  | 20x   | 130 nm 55 mil.  | 1,5 V   | 58 W | 400 MHz | L1=8KB L2=512KB L3=0MB | No | No | Sì | No | No |
| Xeon DP 2,2 GHz    | 9/gen/2002  | 603    | 1      | 2,2 GHz  | 22x   | 130 nm 55 mil.  | 1,5 V   | 61 W | 400 MHz | L1=8KB L2=512KB L3=0MB | No | No | Sì | No | No |
| Xeon DP 2,4 GHz    | 3/apr/2002  | 603    | 1      | 2,4 GHz  | 24x   | 130 nm 55 mil.  | 1,5 V   | 65 W | 400 MHz | L1=8KB L2=512KB L3=0MB | No | No | Sì | No | No |
| Xeon DP 2,6 GHz    | 11/set/2002 | 603    | 1      | 2,6 GHz  | 26x   | 130 nm 55 mil.  | 1,5 V   | 71 W | 400 MHz | L1=8KB L2=512KB L3=0MB | No | No | Sì | No | No |
| Xeon DP 2,8 GHz    | 11/set/2002 | 603    | 1      | 2,8 GHz  | 28x   | 130 nm 55 mil.  | 1,5 V   | 74 W | 400 MHz | L1=8KB L2=512KB L3=0MB | No | No | Sì | No | No |
| Xeon DP 3,0 GHz    | 10/mar/2003 | 603    | 1      | 3,0 GHz  | 30x   | 130 nm 55 mil.  | 1,52 V  | 85 W | 400 MHz | L1=8KB L2=512KB L3=0MB | No | No | Sì | No | No |
| Xeon DP 2,0 GHz B  | 18/nov/2002 | 604    | 1      | 2,0 GHz  | 15x   | 130 nm 55 mil.  | 1,5 V   | 58 W | 533 MHz | L1=8KB L2=512KB L3=0MB | No | No | Sì | No | No |
| Xeon DP 2,4 GHz B  | 18/nov/2002 | 604    | 1      | 2,4 GHz  | 18x   | 130 nm 55 mil.  | 1,5 V   | 77 W | 533 MHz | L1=8KB L2=512KB L3=0MB | No | No | Sì | No | No |
| Xeon DP 2,66 GHz   | 18/nov/2002 | 604    | 1      | 2,66 GHz | 20x   | 130 nm 55 mil.  | 1,5 V   | 77 W | 533 MHz | L1=8KB L2=512KB L3=0MB | No | No | Sì | No | No |
| Xeon DP 2,8 GHz B  | 18/nov/2002 | 604    | 1      | 2,8 GHz  | 21x   | 130 nm 55 mil.  | 1,5 V   | 77 W | 533 MHz | L1=8KB L2=512KB L3=0MB | No | No | Sì | No | No |
| Xeon DP 3,06 GHz   | 10/mar/2003 | 604    | 1      | 3,06 GHz | 23x   | 130 nm 55 mil.  | 1,525 V | 85 W | 533 MHz | L1=8KB L2=512KB L3=0MB | No | No | Sì | No | No |
| Xeon DP 3,06 GHz   | 14/lug/2003 | 604    | 1      | 3,06 GHz | 23x   | 130 nm 116 mil. | 1,525 V | N.A. | 533 MHz | L1=8KB L2=512KB L3=1MB | No | No | Sì | No | No |
| Xeon DP 3,2 GHz    | 14/lug/2003 | 604    | 1      | 3,2 GHz  | 24x   | 130 nm 116 mil. | 1,525 V | N.A. | 533 MHz | L1=8KB L2=512KB L3=1MB | No | No | Sì | No | No |
| Xeon DP 3,2 GHz    | 6/ott/2003  | 604    | 1      | 3,2 GHz  | 24x   | 130 nm 178 mil. | 1,525 V | N.A. | 533 MHz | L1=8KB L2=512KB L3=2MB | No | No | Sì | No | No |
| Xeon DP 1,6 GHz LV | set/2003    | 604    | 1      | 1,6 GHz  | 16x   | 130 nm 55 mil.  | 1,2 V   | 30 W | 400 MHz | L1=8KB L2=512KB L3=0MB | No | No | Sì | No | No |
| Xeon DP 2 GHz LV   | set/2003    | 604    | 1      | 2 GHz    | 20x   | 130 nm 55 mil.  | 1,2 V   | 35 W | 400 MHz | L1=8KB L2=512KB L3=0MB | No | No | Sì | No | No |
| Xeon DP 2,4 GHz LV | set/2003    | 604    | 1      | 2,4 GHz  | 24x   | 130 nm 55 mil.  | 1,2 V   | 40 W | 533 MHz | L1=8KB L2=512KB L3=0MB | No | No | Sì | No | No |

Nota: la tabella soprastante è un estratto di quella completa contenuta nella pagina dello Xeon.

## Il successore
Il 28 giugno 2004 Intel presentò il successore di Prestonia, Nocona. Il nuovo modello, grazie al processo produttivo a 90 nm implementava una cache raddoppiata e il supporto EM64T, oltre ad un BUS da ben 800 MHz.